# Сьверкі (Поморське воєводство)
Сьверкі (пол. Świerki, нім. Tannsee) — село в Польщі, у гміні Новий Став Мальборського повіту Поморського воєводства.
Населення — 344 особи (2011).
У 1975-1998 роках село належало до Ельблонзького воєводства.

## Демографія
Демографічна структура станом на 31 березня 2011 року:
|          | Загалом | Допрацездатний вік | Працездатний вік | Постпрацездатний вік |
| -------- | ------- | ------------------ | ---------------- | -------------------- |
| Чоловіки | 167     | 35                 | 120              | 12                   |
| Жінки    | 177     | 34                 | 106              | 37                   |
| Разом    | 344     | 69                 | 226              | 49                   |